# Charles Vuillermet
 (février 2025).

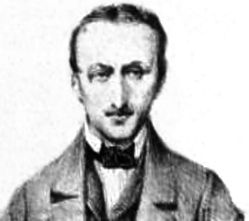
Portrait de Héli Freymond, dernier criminel exécuté dans le canton de Vaud.

Charles François Vuillermet, né le 13 août 1849 à Grange-neuve sur Morges et mort le 5 décembre 1918, est un artiste peintre vaudois.

## Biographie
Très tôt attiré par le dessin, Charles Vuillermet suit des cours de peinture et de gravure chez Bryner, Zurichois établi à Lausanne. Il fait ensuite des stages à Munich, Paris et Zurich, puis voyage en Europe. En 1880, au Salon de Paris, son Portrait de M. S.-C. (Samuel-Constant Vuillermet son père) est remarqué et exposé l'année suivante à Londres. Charles Vuillermet s'établit à Lausanne et se spécialise dans le portrait et le paysage. 
Témoin et militant actif de la conservation des monuments historiques lausannois, il publie en 1896 des Notes historiques sur Lausanne et en 1889 un album Le Vieux-Lausanne. En 1898, il pousse la municipalité à prendre en main la sauvegarde de son patrimoine bâti, obtient la création d'une commission de sauvegarde des vieux bâtiments lausannois qui deviendra l'Association du Vieux-Lausanne en 1902. 
Il participe à l'Exposition nationale de Genève en 1896, à l'Exposition universelle de Paris en 1900 et expose ses œuvres à la Grenette en 1901. Charles Vuillermet est également l'auteur de nombreuses notices sur des artistes vaudois dans le dictionnaire de Carl Brun, Schweizerisches Künstler-Lexikon (1905-1917). Il était ami du peintre Wilhelm Georg Ritter. Il était également en relation avec un autre peintre suisse : Antonio Barzaghi-Cattaneo (1834-1922).

## Postérité

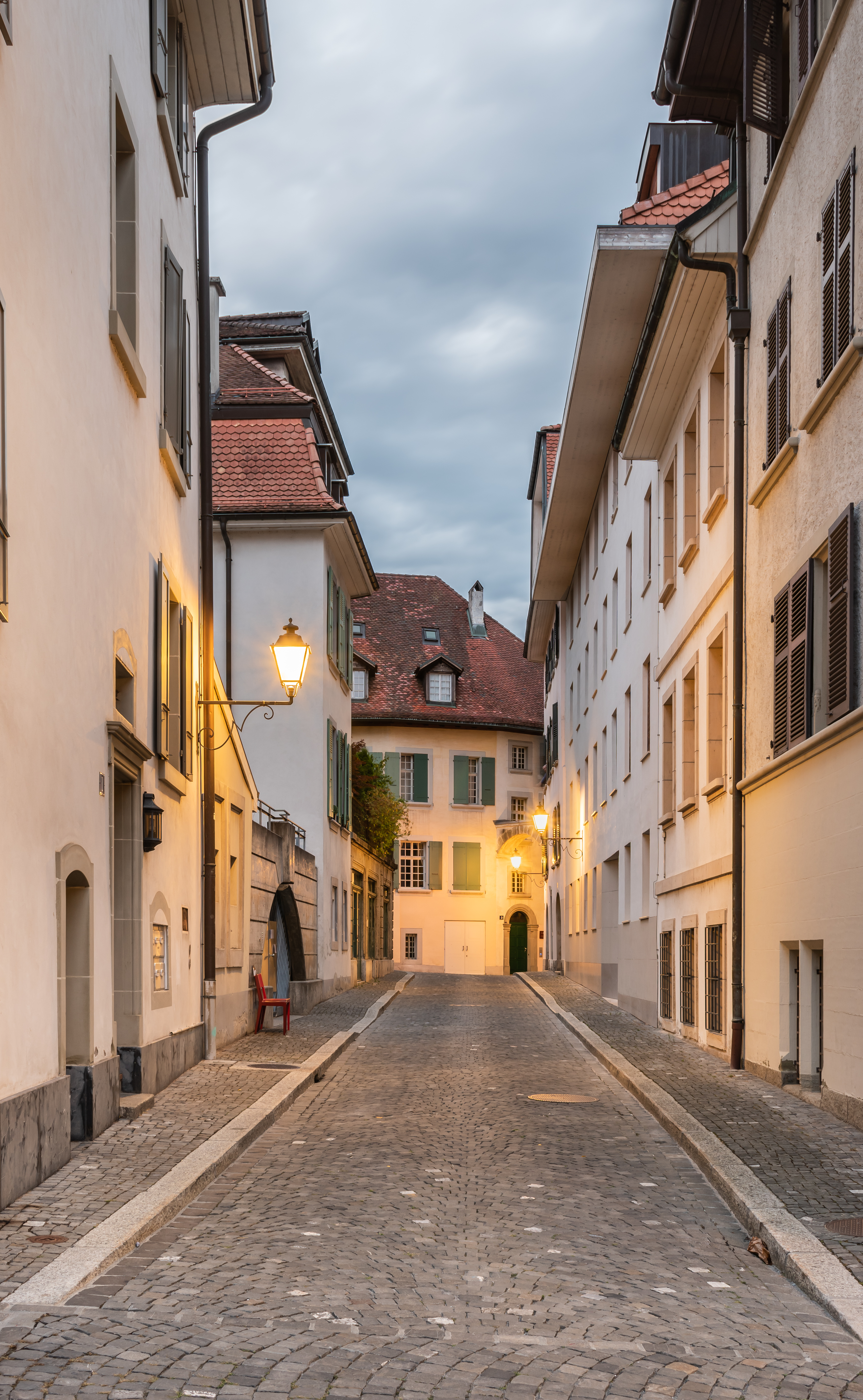
La rue Charles-Vuillermet à Lausanne.

Une rue de Lausanne porte son nom.

## Sources
- « Charles Vuillermet », sur la base de données des personnalités vaudoises sur la plateforme « Patrinum » de la Bibliothèque cantonale et universitaire de Lausanne.
- Jean Hugli, "Charles Vuillermet 1849-1918", in La Passerelle 6 (1974)
- Chefs-d'œuvre du Musée cantonal des beaux-arts regard sur 150 tableaux, Lausanne, 1989, p. 132
- Françoise Belperrin, Patrick Schaefer, Les portraits professoraux de la salle du Sénat, Palais de Rumine, Lausanne, 1987, p. 141
- photo de Jongh, Lausanne, Patrie suisse, 1901, no 194, p. 49-50, Musée historique de Lausanne, Département des peintures et des arts graphiques catalogue, p. 160-161
- La plus grande collection d'œuvres de Charles François Vuillermet se trouve conservée au Musée historique de Lausanne, dont il est un des fondateurs en 1918.